# Lasse-Majas detektivbyrå – Kameleontens hämnd (datorspel)
Lasse-Majas detektivbyrå – Kameleontens hämnd (stiliserat LasseMajas detektivbyrå – Kameleontens hämnd) är ett svenskt datorspel från 2008 som bygger på filmen med samma namn. Spelet utvecklades och utgavs av Bajoum.
Spelet är en uppföljare på spelet Lasse-Majas detektivbyrå från 2006.

## Upplägg och innehåll
Spelet innehåller 15 mysterier som kan lösas. Tre mysterierna kan spelas i en demoversion som kunde laddas ner från den officiella hemsidan och som delades ut vid biovisningar av LasseMajas detektivbyrå – Kameleontens hämnd.
I spelet gäller det att hitta en gömd skatt innan skurken Conny Kameleont hittar den. Skatten har grundaren av Valleby, Hertig Valle, gömt någonstans under staden. Spelaren får diverse ledtrådar till var skatten finns utspridda i Valleby.

## Rollista
- Teodor Runsiö - Lasse
- Matilda Grahn - Maja
- Johan Ulveson - övriga röster[3]

## Mottagande
PC för allas recensent gav spelet 8 av 10 i betyg och beskrev de första tre mysterierna som lättlösta och vardagliga medan de kvarvarande två mysterierna är trivsamma och gammaldags mysiga. Spelet överlag beskrevs som en fullträff, mycket prisvärt, kul med en animering som är väl enkel och spattig i rörelserna. Recensenten gillade också Johan Ulvesons röstskådespelarinsats.
Östgöta Correspondentens recensent Mats Ernofsson gav spelet 7 av 10 i betyg och beskrev spelet som klurigt och en "riktigt trevlig bekantskap" med snygga illustrationer och larvig animering.
Spelet nominerades under Nordic Game Awards 2009 till priset Årets bästa nordiska datorspel.

## Bakgrund och distribution
Efter att ha gett ut det första Lasse-Majas detektivbyrå-spelet ville inte Pan Vision utge något nytt spel på böckerna. Därför tog producenten Linus Feldt saken i egna händer och utgav spelet själv tillsammans med SF.
En testversion av spelet delades ut till biobesökare som såg filmen och gjordes även tillgänglig online. Spelets handling bygger på filmen och innehåller 5 mysterier som spelaren kan lösa. I testversionen ingår det första mysteriet.